# The Sound of the Life of the Mind
The Sound of the Life of the Mind är den amerikanska pianorockgruppen Ben Folds Fives fjärde studioalbum, släppt den 18 september 2012. Albumet var gruppens första på 13 år och finansierades av fansen genom webbplatsen PledgeMusic.com.
Ben Folds Five splittrades 2000, men 2011 återförenades gruppen för att spela in tre låtar till Ben Folds samlingsalbum The Best Imitation of Myself: A Retrospective. Detta gick så bra att gruppen bestämde sig för att spela in ett nytt studioalbum, vilket skedde i januari och februari 2012 i Nashville i Tennessee i USA.
Folds har skrivit alla låtar på albumet utom två. Gruppens trummis Darren Jessee har skrivit en låt och texten till låten "The Sound of the Life of the Mind" har skrivits av den brittiske författaren Nick Hornby.
Ben Folds Five var efter sitt långa uppehåll inte kontrakterade av något skivbolag. I stället valde man att finansiera det nya albumet genom så kallad crowdfunding på webbplatsen PledgeMusic.com.
I musikvideon till singeln "Do It Anyway" medverkar Fragglarna.

## Låtlista
Alla låtar är skrivna och komponerade av Ben Folds förutom där annat anmärkts. 
| Nr           | Titel                             | Text          | Musik         | Längd |
| ------------ | --------------------------------- | ------------- | ------------- | ----- |
| 1.           | Erase Me                          |               |               | 5:15  |
| 2.           | Michael Praytor, Five Years Later |               |               | 4:33  |
| 3.           | Sky High                          | Darren Jessee | Darren Jessee | 4:43  |
| 4.           | The Sound of the Life of the Mind | Nick Hornby   |               | 4:13  |
| 5.           | On Being Frank                    |               |               | 4:34  |
| 6.           | Draw a Crowd                      |               |               | 4:15  |
| 7.           | Do It Anyway                      |               |               | 4:23  |
| 8.           | Hold That Thought                 |               |               | 4:14  |
| 9.           | Away When You Were Here           |               |               | 3:32  |
| 10.          | Thank You for Breaking My Heart   |               |               | 4:50  |
| Total längd: | Total längd:                      | Total längd:  | Total längd:  | 44:32 |

| 11.          | Tell Me What I Did                                 | Robert Sledge | Robert Sledge | 2:50  |
| 12.          | Stumblin' Home Winter Blues                        | Darren Jessee | Darren Jessee | 2:56  |
| 13.          | Thank You For Breaking My Heart (Japanese Version) |               |               | 4:50  |
| Total längd: | Total längd:                                       | Total längd:  | Total längd:  | 55:08 |

## Medverkande

### Ben Folds Five
- Ben Folds – Piano, sång
- Robert Sledge – Elbas, bakgrundssång
- Darren Jessee – Trummor, bakgrundssång

### Övriga
Referens:
- David Angell – Fiol
- Paul Buckmaster – Stråkarrangemang
- David Davidson – Fiol
- Sari Reist – Cello
- Kristin Wilkinson – Altfiol

## Listplaceringar
- USA – 10[10]
- Australien – 24[11]
- Japan – 72[1]